# Flygtning
Flygtninge (fra tysk Flüchtling, af flüchten, 'flygte') er et begreb, som man bruger om mennesker, der er flygtet fra noget ubehageligt eller farligt. Begrebet bruges af Aksel Sandemose i 1933, men synes først at være taget i brug på dansk efter vedtagelsen af flygtningekonventionen i 1951. Det findes således ikke i Salmonsens Konversationleksikon fra 1919 eller tillægsbindet fra 1930, men det er med i fx Politikens Nudansk Ordbog fra 1953 (bind 1 side 236).

## FNs flygtningekonvention
Flygtningekonventionen af 1951 indeholder den definition af ordet flygtninge, som bruges i mange sammenhæng. Dette er et udsnit af flygtningekonventions definition:
FNs flygtningekonvention af 1951, definerer i Article 1A en flygtning, som en person, der: 
"som følge af velbegrundet frygt for forfølgelse på grund af sin race, religion, nationalitet, sit tilhørsforhold til en særlig social gruppe eller sine politiske anskuelser befinder sig uden for det land, i hvilket han har statsborgerret, og som ikke er i stand til – eller på grund af sådan frygt ikke ønsker – at søge dette lands beskyttelse, eller som ikke har nogen statsborgerret, og på grund af sådanne begivenheder befinder sig uden for det land, hvor han tidligere havde fast bopæl, og ikke er i stand til – eller på grund af en sådan frygt ikke ønsker – at vende tilbage dertil".

### OAUs tillægsdefinition og Cartagena-erklæringen
Flygtningekonventienen af 1951 er blevet suppleret med regionale konventioner blandt andre OAU i 1969 Om særlige aspekter af flygtningeproblemer i Afrika og 1984 Cartagena-erklæringen om flygtninge.
OAU-konventionen fra 1969, som vedrører Afrika, fastsætter, at: 
"Udtrykket" flygtning "gælder også for hver person, der, på grund af ekstern aggression, besættelse, fremmed herredømme eller begivenheder alvorligt forstyrre den offentlige orden i enten en del eller hele hans [eller hendes] oprindelsesland eller nationalitet, er tvunget til at forlade sin [eller hendes] sædvanlige opholdssted for at søge tilflugt et andet sted uden for hans [eller hendes] oprindelsesland eller nation."
Cartagena-erklæringen fra 1984, som vedrører Latinamerika, fastsætter, at:
".. definitionen af en flygtning eller begrebet flygtning anbefales at blive brugt i regionen om en, som, foruden at indeholde elementer af 1951-konventionen og 1967 protokollen, omfatter blandt flygtninge personer, der er flygtet fra deres land, fordi deres liv, sikkerhed eller frihed har været truet af udbredt vold, udenlandsk aggression, interne konflikter, massive krænkelser af menneskerettighederne eller andre omstændigheder, der alvorligt har forstyrret den offentlige orden."

## Internt fordrevne
Folk der flygter fra noget, men stadigvæk opholder sig i deres eget lands grænser, omfattes ikke af FNs flygtningedefinition. Sådanne mennesker kaldes "internt fordrevne", men deres situation har ofte visse ligheder med flygtningenes.

## Flygtninge i FN systemet
I FN-systemet findes der eksempler på, at andre personer end dem, der er omfattet af konventionen, også omtales som flygtninge, herunder efterkommere af palæstinensiske flygtninge.[kilde mangler]

## Flygtninge i henhold til udlændingeloven i Danmark
Udlændingeloven i Danmark definerer ikke begrebet flygtning men angiver, at der kan gives opholdstilladelse, såfremt en udlænding overholder kravene fra flygtningekonventionen. Dog kan ansøgningen afvises, såfremt et andet land allerede har givet beskyttelse til udlændingen.
I Danmark gives også opholdstilladelse, hvis man risikerer dødsstraf eller tortur i sit hjemland, hvilket ikke nødvendigvis er krævet af flygtningekonventionen.
Justitsministeren kan i særlige tilfælde give humanitær opholdstilladelse.

## Flygtningebegrebets anvendelse i medierne
I enhver form for kommunikation, hvor flygtningebegrebet ikke defineres præcist, ligger der en mulighed for problematiske misforståelser. Ifølge AFP undgår politikerne i Danmark i 2015 ofte at bruge flygtningebegrebet om folk, der ikke har fået asyl, for at de ikke skal få indtrykket af, at de rent faktisk opfylder kravene, inden asylansøgningen er færdigbehandlet.
Adskillige medier har publiceret ordbøger der forklarer deres brug af flygtningebegrebet, og både DR og TV2 har i 2015 valgt, at de kun betegner folk som flygtninge, hvis de har fået tilkendt asyl.

## Grænsetilfælde
Begrebet flygtning bruges også om personer der flygter fra noget farligt eller ubehageligt. F.eks. handler filmen "Flygtningen" fra 1993 om lægen Richard Kimble (Harrison Ford), der flygter fra politiet, efter at han bliver dømt for at have myrdet sin kone. Denne fiktive person overholder ikke definitionen fra FNs flygtningekonvention.
I 2013 flygtede Edward Snowden til Rusland, for ikke at blive arresteret for lovovertrædelser. Rusland gav ham asyl (flygtningestatus), selv om andre lande ville mene, at han ikke opfylder kravene for at få flygtningestatus.

## Afledte flygtningebegreber
Udover selve begrebet flygtning, så bruges også følgende ord:
- 1. Konventionsflygtninge eller k-flygtninge, som opfylder kravene i Geneve-konventionen fra 1951.
- 2. De facto flygtninge opfylder ikke Geneve-konventionen, men kan få politisk asyl i Danmark, hvis man vurderer, at vedkommende er i fare ved en hjemsendelse.
- 3. Humanitære flygtninge er flygtninge som pga. f.eks. sygdom er for svage til at rejse hjem.
- 4. Kvoteflygtninge er FN-flygtninge, som bliver uddelt i kvoter til de forskellige lande. Det drejer sig om ca. 500 om året for Danmarks vedkommende.

FN anslår, at der findes mere end 50 mio. flygtninge på verdensplan, hvoraf størstedelen bor i flygtningelejre i deres hjemland. Heraf er halvdelen børn. 
Dog er mange mennesker ikke dækket af flygtningekonventionerne, det gælder de såkaldte internt fordrevne flygtninge som stadig opholder sig i deres hjemland, dem anslår man at der er mere end 33 millioner af på verdensplan.